# Frank Brophy
Thomas Francis Constantine Brophy (* 9. August 1900 in Québec City, Québec; † 29. Juni 1930 in Montréal, Québec) war ein kanadischer Eishockeytorwart, der während seiner aktiven Karriere in der Saison 1919/20 für die Quebec Bulldogs in der National Hockey League gespielt hat.

## Karriere
Brophy spielte bis 1919 in der Québec City Hockey League und Montréal City Hockey League für verschiedene Teams. Zur Saison 1919/20 wurde er von den Quebec Bulldogs aus der National Hockey League unter Vertrag genommen. Für das kaum konkurrenzfähige Team bestritt er 21 der 24 Saisonpartien. Als das Team zur Spielzeit 1920/21 nach Hamilton umzog, um als Hamilton Tigers weiter am NHL-Spielbetrieb teilzunehmen, kehrte Brophy wieder in die Québec City Hockey League zurück. Die Saison 1919/20 verblieb die einzige Profi-Spielzeit des Torwarts, der bereits im Alter von 29 Jahren im Juni 1930 verstarb.

## Erfolge und Auszeichnungen
- 1918 MCHL First All-Star Team
- 1919 MCHL First All-Star Team

## NHL-Statistik
(Legende zur Torhüterstatistik: GP oder Sp = Spiele insgesamt; W oder S = Siege; L oder N = Niederlagen; T oder U oder OT = Unentschieden oder Overtime- bzw. Shootout-Niederlage; Min. = Minuten; SOG oder SaT = Schüsse aufs Tor; GA oder GT = Gegentore; SO = Shutouts; GAA oder GTS = Gegentorschnitt; Sv% oder SVS% = Fangquote; EN = Empty Net Goal; 1 Play-downs/Relegation; Kursiv: Statistik nicht vollständig)